# 魏特拉姆斯多夫
魏特拉姆斯多尔夫是德国巴伐利亚州的一个市镇。总面积33.72平方公里，总人口5032人，其中男性2457人，女性2575人（2011年12月31日），人口密度149人/平方公里。